# Calcinus vachoni
Calcinus vachoni is een tienpotigensoort uit de familie van de Diogenidae. De wetenschappelijke naam van de soort is voor het eerst geldig gepubliceerd in 1958 door Forest.